# Habib Thiam
Pour les articles homonymes, voir Thiam.
Habib Thiam (), né le 21 janvier 1933 et mort le 26 juin 2017, est un homme d'État sénégalais, Premier ministre à deux reprises de son pays, également président de l'Assemblée nationale du Sénégal.

## Biographie
Après une scolarité à Dakar, Habib Thiam poursuit ses études à Paris, intégrant d'abord le lycée Louis-le-Grand, puis l'université et enfin l'École nationale de la France d'outre-mer (ENFOM), se spécialisant en Droit et Sciences politiques. Il travaille aussi pour le Ministère français des Finances et la Banque de France.

### Carrière sportive
Étudiant, Habib Thiam est aussi un athlète accompli et, entre 1954 et 1958, il sera sélectionné 11 fois au niveau international pour le 200 mètres (deux fois champion de France) ou le relais 4 × 100 mètres.
Il est président du  Comité national olympique et sportif sénégalais de 1977 à 1979. Il reçoit la médaille d'argent de l'Ordre olympique en 1982.

### Carrière politique
À partir de la déclaration d'indépendance du 20 juin 1960, il occupe un certain nombre de postes au plus haut niveau, directeur du cabinet du ministre des Affaires étrangères puis de la Justice. Un temps à la tête du secrétariat d'État à la présidence de la République puis ministre du président Léopold Sédar Senghor.
Membre du Parti socialiste, il est élu député en 1973. En 1977, Thiam est choisi pour devenir le président du groupe parlementaire socialiste à l'Assemblée nationale. Au sein de son parti il est membre du Bureau politique et responsable d'abord des relations avec la presse (1969-1975), puis des relations internationales (1975-1982).
Succédant à Abdou Diouf qui accède à la présidence, il est nommé Premier ministre le 1er janvier 1981, une fonction qu'il occupera jusqu'au 3 avril 1983. Il est alors remplacé par Moustapha Niasse. Après Amadou Cissé Dia, il est président de l'Assemblée nationale de 1983 à 1984, avant de céder la place à Daouda Sow.
Le 8 avril 1991, il redevient Premier ministre et le reste jusqu'au 3 juillet 1998, lorsque Mamadou Lamine Loum lui succède.

### Famille
En 1955, Habib Thiam épouse Monique Imbert, une Française avec laquelle il aura cinq enfants.
En 1981, Habib Thiam épouse Anne Majken Hessner, une ancienne parlementaire socio-démocrate danoise. Le couple aura deux filles. 
Cousin germain de l'athlète Papa Gallo Thiam.

## Publications
- Discours de M. Habib Thiam au Colloque sur la civilisation du plan dans l'Europe et l'Afrique de demain, Vichy, 23 juin 1963, 1963
- Ouverture de la 2e session de planification régionale, Rufisque, 13 mai 1964 discours de M. Habib Thiam, 1964
- Rapport sur la presse et l'information, VIIIe Congrès de l'UPS, décembre 1972, 17 p.
- Habib Thiam, « Réflexions sur l'État en Afrique », Éthiopiques, 12, 1977, p. 24-31
- « Interview Habib Thiam : le mouvement en marchant », Jeune Afrique, Société africaine de presse, 2000, p. 74
- Habib Thiam, Par devoir et par amitié : essai, Monaco, Éditions du Rocher, 2001, 259 p.  (ISBN 2268040097)